# Maoritrechus
Maoritrechus is een geslacht van kevers uit de familie van de loopkevers (Carabidae). De wetenschappelijke naam van het geslacht is voor het eerst geldig gepubliceerd in 1932 door Brookes.

## Soorten
Het geslacht Maoritrechus omvat de volgende soorten:
- Maoritrechus nunni Townsend, 2010
- Maoritrechus rangitotoensis Brookes, 1932
- Maoritrechus stewartensis Townsend, 2010